# Pterois mombasae
Pterois mombasae és una espècie de peix pertanyent a la família dels escorpènids.

## Descripció
- Fa 20 cm de llargària màxima (normalment, en fa 31).
- És marró vermellós amb franges fosques estretes i amples separades per espais de color blanc.[3][4][5]

## Hàbitat
És un peix marí, associat als esculls de corall i de clima tropical que viu a la plataforma continental.

## Distribució geogràfica
Es troba a Durban (Sud-àfrica), Sri Lanka, l'Índia, Nova Guinea, Indonèsia i Austràlia.

## Ús comercial
És venut fresc i en petites quantitats als mercats locals.

## Observacions
És inofensiu per als humans.